# Davis Cleveland
Davis Richard Cleveland (Houston, Texas; 5 de febrero de 2002) es un actor estadounidense, conocido por interpretar a Flynn Jones en la Serie Original de Disney Channel, Shake It Up. También coprotagonizó como Manny en la película original de Nickelodeon, Rufus y su secuela Rufus 2.

## Carrera
Cleveland comenzó su carrera como actor haciendo comerciales en Texas. Después de mudarse a Los Ángeles, él comenzó a aparecer en comerciales nacionales para las empresas de renombre como McDonalds, Kmart, Bing.com, Nintendo, Microsoft, Nissan, Bounty, General Mills Cereal, y Honey Baked Ham. Davis ha aparecido como estrella invitada en muchos programas incluyendo Hannah Montana Forever, como Little Boy y Funtopia little boy, Pair of Kings como Chauncey, ¡Buena suerte, Charlie! como Flynn y Walker, Ghost Whisperer como Tyler Harmon, Desperate Housewives como Jeffrey, How I Met Your Mother como Andy, Zeke y Luther, como el hermano menor del personaje de Adam Hicks, y es coestrella como Flynn Jones en el exitoso programa de Disney Channel, Shake It Up.
En enero de 2016, Cleveland protagonizó la película original de Nickelodeon, Rufus, que también protagonizada por Jace Norman. En enero de 2017, protagonizó la secuela de la película Rufus 2.

## Vida privada
Cleveland nació el 5 de febrero de 2002 en Houston, Texas.está estudiando artes marciales y toca la guitarra, así como otras aficiones como los videojuegos, skateboarding y rollerblading.En marzo de 2011, Cleveland, dijo a Tanya Rivero en Good Morning America sobre su experiencia trabajando en "Shake It Up" - "Es la mejor experiencia de mi vida es como Disney World cada mañana.

## Filmografía
| Año       | Título                         | Personaje        | Notas                                                                               |
| --------- | ------------------------------ | ---------------- | ----------------------------------------------------------------------------------- |
| 2008      | Mentes criminales              | Ricky            | Episodio: «Masterpiece»                                                             |
| 2008      | How I Met Your Mother          | Andy             | Episodio: «The Fight»                                                               |
| 2009      | Desperate Housewives           | Jeffrey          | Episodio: «The Story of Lucy and Jessie»                                            |
| 2009      | Ghost Whisperer                | Tyler Harmon     | Episodio: «Birthday Presence»                                                       |
| 2010–2013 | Shake It Up                    | Flynn Jones      | Coprotagonista                                                                      |
| 2011      | ¡Buena suerte, Charlie!        | Flynn Jones      | Episodio crossover: «Charlie Shakes It Up»                                          |
| 2011      | ¡Buena suerte, Charlie!        | Walker           | Episodio: «Snow Snow Part 2»                                                        |
| 2010–2011 | Zeke y Luther                  | Roy Waffles      | Episodio: «Little Bro», «Big Trouble» & «Sibling Rivalries»                         |
| 2010      | Hannah Montana                 | Niño pequeño     | Episodios: «Sweet Home Hannah Montana» & «Hannah Montana to the Principal's Office» |
| 2010      | Par de reyes                   | Chauncey         | Episodio: «Big Kings on Campus»                                                     |
| 2013      | Alone for Christmas            | Dillon           | Directamente para video                                                             |
| 2014      | Rizzoli & Isles                | Zach Langley     | Episodio: «Tears of a Clown»                                                        |
| 2015      | Twilight Storytellers: Sunrise | Benjamin (Joven) | Cortometraje                                                                        |
| 2016      | Rufus, un amigo fiel           | Manny Garcia     | Película para televisión                                                            |
| 2016      | Legendary Dudas                | Icuzio           | Episodio: «Un Film de Duda/Homeroon Wars»                                           |
| 2017      | Rufus 2                        | Manny Garcia     | Película para televisión                                                            |
| 2022      | Birdies                        | Tournament Crowd |                                                                                     |

## Discografía

### Sencillos
| Título                                                                         | Año  | Tabla de posiciones | Tabla de posiciones | Tabla de posiciones | Álbum |
| Título                                                                         | Año  | US                  | US Digital          | CAN                 | Álbum |
| ------------------------------------------------------------------------------ | ---- | ------------------- | ------------------- | ------------------- | ----- |
| "Monster Mash" (con Adam Irigoyen y Kenton Duty)                               | 2011 | —                   | —                   | —                   |       |
| "—" indica que el sencillo no fue lanzado o no se posicionó en ese territorio. |      |                     |                     |                     |       |

### Videos musicales
| Año  | Canción        | Notas                                         |
| ---- | -------------- | --------------------------------------------- |
| 2011 | "Monster Mash" | Video musical con Adam Irigoyen y Kenton Duty |

### Aparición en vídeo musical
| Año  | Canción | Notas                                                                          |
| ---- | ------- | ------------------------------------------------------------------------------ |
| 2012 | "Roam"  | Video musical de Caroline Sunshine en compañía de Adam Irigoyen y Kenton Duty. |

## Premios y nominaciones
| Año  | Premio             | Categoría | Trabajo     | Resultado | Ref.   |
| ---- | ------------------ | --- | ----------- | --------- | ------ |
| 2011 | Young Artist Award | Outstanding Young Ensemble In a TV Series (shared with Bella Thorne, Zendaya, Roshon Fegan, Adam Irigoyen, Kenton Duty, Caroline Sunshine) | Shake It Up | Nominado  | [ 10 ] |
| 2012 | Young Artist Award | Outstanding Young Ensemble In a TV Series (shared with Bella Thorne, Zendaya, Roshon Fegan, Adam Irigoyen, Kenton Duty, Caroline Sunshine) | Shake It Up | Nominado  | [ 11 ] |